# Епархия Пуденцианы
Епархия Пуденцианы (лат. Dioecesis Pudentianensis) — титулярная епархия Римско-Католической церкви.

## История
Античный город Пуденциана находился в римской провинции Нумидия. До VI века Пуденциана был центром одноимённой епархии.
С 1958 года епархия Пуденцианы является титулярной епархией Римско-Католической церкви.

## Епископы
- епископ Меммиан I (IV век);
- епископ Меммиан II (упоминается в 411 году);
- епископ Кресцоний (упоминается в 411 году) — приверженец донатизма;
- епископ Перегрин (упоминается в 481 году);
- епископ Максимиан (упоминается в 591 году).

## Титулярные епископы
- епископ Марио Касарьего-и-Асеведо C.R.S.[1] (15.11.1958 — 12.11.1963);
- епископ Victor Garaygordóbil Berrizbeitia (29.11.1963 — 5.01.1978);
- епископ Оскар Андрес Родригес Марадьяга S.D.B. (28.10.1978 — 8.01.1993) — назначен архиепископом Тегусигальпы;
- епископ Peter William Ingham (24.05.1993 — 6.06.2001) — назначен епископом Вуллонгонга;
- епископ Sérgio Aparecido Colombo (10.10.2001 — 3.12.2003) — назначен епископом Паранаваи;
- епископ László Kiss-Rigó (24.01.2004 — 20.06.2006) — назначен епископом Сегеда-Чанада;
- епископ Shelton Joseph Fabre (13.01.2006 — по настоящее время).

## Источник
- Annuario Pontificio, Libreria Editrice Vaticana, Città del Vaticano, 2003, стр. 913, ISBN 88-209-7422-3
- Pius Bonifacius Gams, Series episcoporum Ecclesiae Catholicae, Leipzig 1931, стр. 467  (лат.)
- Stefano Antonio Morcelli, Africa christiana, Volume I, Brescia 1816, стр. 257—258  (лат.)